# سيسيل سميث (لاعب البولو)
سيسيل سميث (بالإنجليزية: Cecil Smith)‏ هو لاعب البولو أمريكي، ولد في 1904 في لانو في الولايات المتحدة، وتوفي في 1999 في بويرن في الولايات المتحدة.